# Stopfdichte
Die Stopfdichte {\displaystyle \rho } ist eine Physikalische Größe, die die Massenverteilung kompressibler Medien beschreibt. Gemessen wird der Quotient aus der Masse {\displaystyle m} und dem Volumen {\displaystyle V_{\text{verdichtet}}}, das die in bestimmter Weise mit einer Normkraft verdichtete Formmasse einnimmt:
{\displaystyle \rho ={\frac {m}{V_{\text{verdichtet}}}}}
Verwendet wird die Stopfdichte bei allen technischen Textilien (Faser- und Faserverbundwerkstoffen, etwa Stopfwolle) wie auch bei Schaumstoffen in der Wärmedämmung oder Schwingungsisolierung. Typische Stopfdichten von Wärmeisolierungsmaterialien des Bauwesens liegen zwischen 50 und 200 kg/m³ bzw. zwischen 0,05 und 0,2 g/cm³.
Ein Gerät zum Messen der Stopfdichte besteht aus einem Messzylinder mit einem Inhalt von 1000 cm³, der mit 60 g Masse befüllt wird. Danach wird ein Kolben definierter Masse (z. B. 2300 g) aufgesetzt, auf dem sich eine Skala befindet. Nach einer Wartezeit von einer Minute kann der Messwert in g/cm³ direkt abgelesen werden.

## Normen und Standards
- ISO 4119:1995 Halbstoffe – Bestimmung der Stoffdichte
- ISO 171:1980 Kunststoffe – Bestimmung des Füllfaktors von Formmassen
- EN ISO 61:1999 Kunststoffe – Bestimmung der scheinbaren Dichte von Formmassen, die nicht durch einen gegebenen Trichter abfließen können (Stopfdichte)
- EN ISO 845:1995 Schaumstoffe aus Kautschuk und Kunststoffen – Bestimmung der Rohdichte
- ISO 2420:2002 Leder – Physikalische und mechanische Prüfungen – Bestimmung der scheinbaren Dichte
- ISO 3850:2004 / EN 672:1996 Elastische Bodenbeläge – Bestimmung der Rohdichte von Preßkork